# Futbol Club Barcelona hockey sobre patines 1953
Questa voce raccoglie le informazioni riguardanti il Futbol Club Barcelona hockey sobre patines nelle competizioni ufficiali della stagione 1953.

## Risultati

### Coppa del Generalissimo
| Gior. | Incontro                   | Risultato |
| ----- | -------------------------- | --------- |
| QF    | Barcellona - Delicias      | ?         |
| SF    | Barcellona - Reus Deportiu | 4 - 2     |
| FI    | Barcellona - Espanyol      | 2 - 1     |

## Rosa 1953

### Giocatori
| N° | Naz.              | Ruolo | Sportivo                 | Anno | Alt. | Peso |
| -- | ----------------- | ----- | ------------------------ | ---- | ---- | ---- |
|    | Spagna (bandiera) | P     | Carlos Largo De Celis    |      |      |      |
|    | Spagna (bandiera) | E     | Javier Bargallo          |      |      |      |
|    | Spagna (bandiera) | E     | Costa                    |      |      |      |
|    | Spagna (bandiera) | E     | Pere Gallen Balaguer     | 1934 |      |      |
|    | Spagna (bandiera) | E     | Josep Maria Prieto Pueyo | 1924 |      |      |
|    | Spagna (bandiera) | E     | Felip Rovira Luitz       |      |      |      |

### Staff
- 1º Allenatore:
- 2º Allenatore:
- Meccanico: